# Шахтинсько-Донецький округ

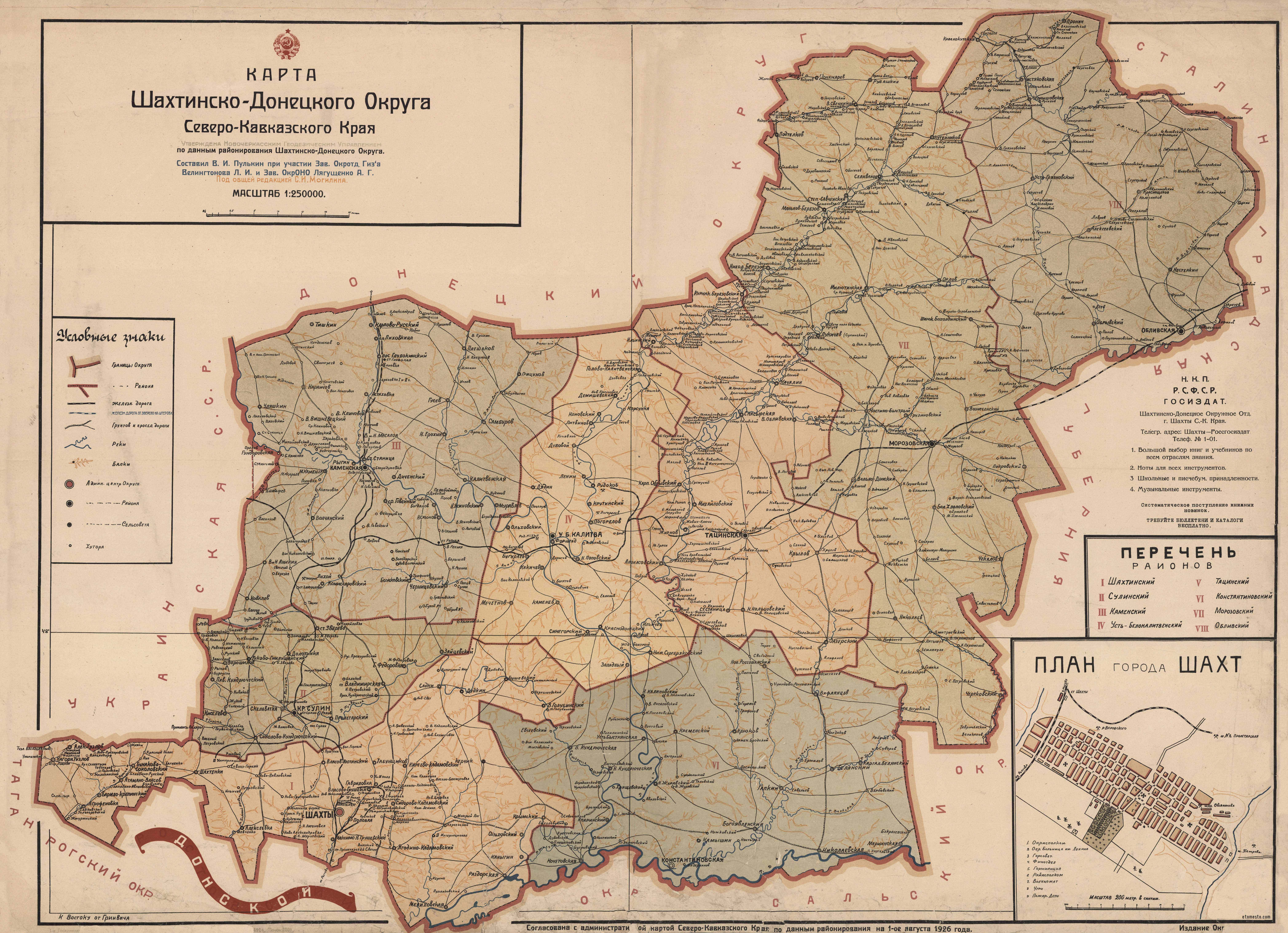
Карта Шахтинсько-Донецького округу Північно-Кавказького краю РСФРР, 1926

Шахтинськ-Донецький округ — адміністративно-територіальна одиниця у 1925-1930 роках Північно-Кавказького краю РРФСР.

## Шахтинський округ у РРФСР
16 жовтня 1925 Шахтинська округа Донецької губернії УСРР відійшла до Північно-Кавказького краю РРФСР.

## Перетворення на Шахтинськ-Донецький округ
5 жовтня 1925 року Шахтинський округ було перейменовано на Шахтинськ-Донецький округ. До неї було приєднано більшу частину Морозівської округи, в результаті чого округа припинила бути переважно української й стала російською етнічною територією.

## Адміністративний поділ округу
За даними на 1926 рік округ було поділено на 9 районів:
- Каменський,
- Костянтинівський,
- Красно-Сулиновський,
- Маньково-Березовський,
- Морозовський,
- Облівський,
- Тацинський,
- Усть-Білокалитвенський,
- Шахтинський.

Райони ділилися на 172 сільради.
30 липня 1930 року Шахтинсько-Донецьку округу, як і більшість інших округ СРСР, було скасовано. Її райони відійшли в пряме підпорядкування Північно-Кавказького краю.

## Населення округу
Населення округи в 1926 році становило 539,7 тисяч осіб. З них росіяни — 85,5%; українці — 13,1%.